# Ophionomima solocifemur
Ophionomima solocifemur är en tvåvingeart som beskrevs av Günther Enderlein 1914. Ophionomima solocifemur ingår i släktet Ophionomima och familjen rovflugor. Inga underarter finns listade i Catalogue of Life.